# Язлівецький повіт
Язлівецький повіт — адміністративна одиниця Чортківського округу коронного краю Королівство Галичини та Володимирії у складі Австрійської імперії.
Повіт утворено в середині 1850-х років. Існував до адміністративної реформи 1867 року.
Кількість будинків — 4422 (1866 p.)
Староста (Bezirk Vorsteher): Владислав Кавецький (Ladislaus Kawecki)
Громади (гміни): Базар, Бровари, Цвітова, Дуліби, Джурин, Язлівець (місто), Кошилівці, Новосілка, Палашівка, Полівці, Передмістя, Слобідка Джуринська, Криволука, Жнибороди.
1867 року після адміністративної реформи повіт увійшов до складу Чортківського повіту.